# Jambi (oraș)
Jambi este un oraș din Indonezia.

## Geografie

### Climat
| Date climatice pentru Jambi (1991-2020)      | Date climatice pentru Jambi (1991-2020) | Date climatice pentru Jambi (1991-2020) | Date climatice pentru Jambi (1991-2020) | Date climatice pentru Jambi (1991-2020) | Date climatice pentru Jambi (1991-2020) | Date climatice pentru Jambi (1991-2020) | Date climatice pentru Jambi (1991-2020) | Date climatice pentru Jambi (1991-2020) | Date climatice pentru Jambi (1991-2020) | Date climatice pentru Jambi (1991-2020) | Date climatice pentru Jambi (1991-2020) | Date climatice pentru Jambi (1991-2020) | Date climatice pentru Jambi (1991-2020) |
| Luna                                         | Ian                                     | Feb                                     | Mar                                     | Apr                                     | Mai                                     | Iun                                     | Iul                                     | Aug                                     | Sep                                     | Oct                                     | Nov                                     | Dec                                     | Anual                                   |
| -------------------------------------------- | --------------------------------------- | --------------------------------------- | --------------------------------------- | --------------------------------------- | --------------------------------------- | --------------------------------------- | --------------------------------------- | --------------------------------------- | --------------------------------------- | --------------------------------------- | --------------------------------------- | --------------------------------------- | --------------------------------------- |
| Maxima medie °C (°F)                         | 31.0 (87,8)                             | 31.3 (88,3)                             | 31.8 (89,2)                             | 32.4 (90,3)                             | 32.5 (90,5)                             | 32.2 (90)                               | 32.0 (89,6)                             | 32.4 (90,3)                             | 32.4 (90,3)                             | 32.2 (90)                               | 31.8 (89,2)                             | 31.1 (88)                               | 31,9 (89,4)                             |
| Media zilnică °C (°F)                        | 27.2 (81)                               | 27.3 (81,1)                             | 27.5 (81,5)                             | 27.9 (82,2)                             | 28.1 (82,6)                             | 27.8 (82)                               | 27.5 (81,5)                             | 27.6 (81,7)                             | 27.7 (81,9)                             | 27.7 (81,9)                             | 27.5 (81,5)                             | 27.2 (81)                               | 27,6 (81,7)                             |
| Minima medie °C (°F)                         | 23.3 (73,9)                             | 23.2 (73,8)                             | 23.2 (73,8)                             | 23.4 (74,1)                             | 23.6 (74,5)                             | 23.4 (74,1)                             | 22.9 (73,2)                             | 22.8 (73)                               | 23.0 (73,4)                             | 23.1 (73,6)                             | 23.2 (73,8)                             | 23.3 (73,9)                             | 23,2 (73,8)                             |
| Sursă: https://cuacalab.id/cuaca_jambi-6190/ |                                         |                                         |                                         |                                         |                                         |                                         |                                         |                                         |                                         |                                         |                                         |                                         |                                         |